# دورة حياة التقنية

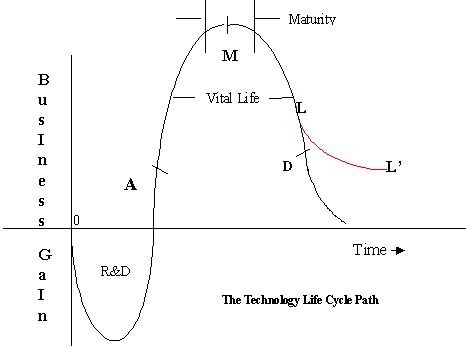

دورة حياة التقنية أو (بالإنجليزية: Technology life cycle)‏ تقوم بوصف المكاسب التجارية للإنتاج من خلال مرحلتي حساب البحث والتطوير، وحساب العائد من خلال مفهوم«الحياة الحيوية».
بعض التقنيات، مثل الفولاذ والورق وتصنيع الإسمنت، لها دورة حياة طويلة الأجل (مع وجود اختلافات طفيفة في التقنية التي تتحد مع مرور الوقت) بينما في حالات أخرى كالمنتجات الإلكترونية أو الصيدلانية قد يكون عمرها الافتراضي قصير جدا.
ارتبطت (دورة الحياة التقنية) مع الإنتاج أو الخدمة التقنية ارتباطاً مختلفاً عن (دورة حياة المنتج) ولكن كلاهما يتفقان مع (إدارة دورة حياة المنتج)، والأخير هو المسؤول عن حياة المنتج في السوق من خلال الالتزام واحترام توقيت تقديم المنتج وتدابير التسويق وتكاليف الأعمال.
التقنية الكامنة وراء المنتج (على سبيل المثال، النكهة الفريدة للشاي) قد تكون غير هامة إلا أن عملية إنشاء وإدارة حياته كمنتج ستكون مختلفة جدا.
تهتم دورة الحياة التقنية بالوقت وتكاليف التطوير والخط الزمني لتغطية واسترداد التكاليف كذلك تُعنى بالطرق التي تجعل التقنية تحقق الأرباح التي تتناسب مع التكاليف وحجم المخاطر التي تنطوي عليها. أيضاً علاوة على ذلك قد توفر الحماية خلالها عن طريق براءات الإختراع والعلامات التجارية التي تسعى إلى تمديد طول الدورة وتحقيق أقصى قدر من الأرباح من ذلك.
المنتج من التقنية قد يكون مجرد سلعة مثل:بلاستيك البولي إيثلين أو منتج متطور مثل الشريحة الإلكترونية المستخدمة في الهاتف الذكي.
تطوير تنافسية الإنتاج أو العمليات يمكن أن يكون لها تأثير كبير على عمر التقنية، مما يجعلها أقصر. ويعادل ذلك فقدان حقوق الملكية الفكرية للتقنية أما من خلال المقاضاة أو فقدان عناصرها السرية (إن وجدت) من خلال التسريبات وهذا يؤدي إلى تقليص عمرها الافتراضي. بالتالي من الواضح أن إدارة دورة حياة التقنية هو جانب هام في تطوير التقنية نفسها.
ببساطة يمكن اعتبار أن الابتكار يتألف من البحث والتطوير والتوضيح والنشر.
معظم التقنيات الجديدة تتبع دورة حياة كاملة متشابهة تصف الكمال التقني للمنتج، وهذا لا يشبه دورة حياة المنتج، لكنه يطبق على التقنية التي تم إدخالها أو جيل التقنية.
اعتماد التقنية هو الظاهرة الأكثر شيوعا والتي تقود إلى تطور الصناعات طوال دورة حياة الصناعة. بعد التوسع باستخدامات جديدة للموارد التي تنتهي باستنفاد كفاءة تلك العمليات، إنتاجية المكاسب يصبح أكثر وأسهل مع مرور الوقت ثم يصبح أكثر صعوبة مثل نضج التقنية.

## المراحل الأربع لدورة حياة التقنية
يمكن النظر إلى دورة حياة التقنية باعتبارها تتألف من أربع مراحل:
1. مرحلة البحث والتطوير: (أحيانا تسمى «نزيف الحافة») عندما تكون المدخلات من المخرجات سلبية، حيث احتمالات الفشل مرتفعة.
2. مرحلة الصعود: عندما يتم استرداد التكاليف العينية أو كما تسمى ب (تكاليف الخروج من الجيب) تبدأ التقنية في تجميع قواها عن طريق بعض التجاوزات للمرحلة الأولى لدورة حياة التقنية (التي تسمى أحيانا «الحافة القيادية»).
3. مرحلة النضج: عندما تكون الأرباح مرتفعة ومستقرة، المنطقة تميل إلى التشبع، تعرف هذه المرحلة بحرف م.
4. مرحلة الانخفاض أو (الاضمحلال): بعد نقطة د، للتقليص من نصيب ومنافع هذه التقنية.

## ديناميكية فهم وإدراك التقنية
عادة ما يكون هناك ضجيج في استقبال أي تقنية جديدة ولكن مع مرور بعض الوقت يمكن الحكم عليها بأنها مجرد ضجيج أو تبريرها والإشادة بصحتها.
من الصعب أن نرى إذا كان الضجيج مفرط في المرحلة الأولى بسبب طبيعة المنحنى اللوجستي لاعتماد التقنية.
الخطأين الشائعين الذين ارتكبوا في المراحل الأولى من تطوير التقنية هما:
- تركيب المنحنى السيني إلى الجزء الأول من منحنى النمو، وافتراض إدخال نمو السيني
- تركيب منحنى خطي إلى الجزء الأول من مرحلة النمو، وبافتراض أن المتابعة الجديدة للتقنية أمر مخيب للآمال.

## منحنىجرسروجرز
الأخطاء المعاكسة يمكن أن ترتبط بإمكانيات نضج التقنية وتشبع السوق، بالتساوي في المراحل اللاحقة.
اعتماد التقنية: يظهر عادة في منحنى على شكل حرف الS باللغة الإنجليزية كما ظاهر في نظرية الابتكارات.
وهذا بسبب استجابة العملاء للمنتجات الجديدة بمختلف الطرق. إيفرت روجرز قام بنشر نظرية الابتكارات، يفترض فيها أن الناس تختلف مستوياتهم في الاستعداد لتبني الابتكارات الجديدة وأن خصائص المنتج تؤثر على الاعتماد بشكل عام.
صنف روجيرز الأفراد إلى خمس مجموعات: المبتكرين والأوائل والغالبية المبكرة والغالبية المتأخرة والمتقاعسين. من منحنى S، يحتل المبدعين 2.5% والأوائل 13.5% والغالبية المبكرة 34% والغالبية المتأخرة 34% والمتقاعسين 16%.
""المراحل الأربع من دورة حياة التقنية هي كالتالي: ""
- مرحلة الابتكار: تمثل هذه المرحلة ولادة منتج جديد، المواد الناتجة عن نشاطات البحث والتطوير في مختبرات (ر، د)، تتوالد الأفكار الجديدة اعتمادا على كسب الاحتياجات وعوامل المعرفة بناء على توزيع الموارد وأيضا تغير العنصر.

الوقت الذي تأخذه مرحلة الابتكار يتفاوت على نحو واسع بالمراحل اللاحقة
- مرحلة القرض المشترك: تمثل هذه المرحلة وصف وتسويق التقنية الجديدة، مثل المنتج واللوازم أو الطريقة مع إمكانية الاستخدام الفوري. توضع العديد من الابتكارات للانتظار في مختبرات (البحث والتطوير) ونسبة ضئيلة فقط التي يتم تسويقها. يعتمد تسويق نتائج البحوث على التقنية وكذلك غير التقنية، خاصة عوامل الاقتصاد.
- مرحلة الانتشار: يمثل هذا اختراق السوق للتقنية الجديدة من خلال قبول الابتكار من قبل المستخدمين لهذه التقنية. لكن عوامل العرض والطلب تؤثر جانبيا باشتراك معدل الانتشار.
- مرحلة الإحلال: تمثل هذه المرحلة الأخيرة الانخفاض في الاستخدام، ذلك نظرا لاستبدالها بتقنية أخرى. العديد من العوامل الفنية وغير الفنية تؤثر على معدل التبديل. في مرحلة الإحلال الوقت المستغرق يعتمد على ديناميكية السوق.

## خيارات الترخيص
في الاتجاهات العالمية الحالية مع دورات حياة التقنية خلال المنافسة والابتكار السريع، أصبح ترخيص التقنية فنيا في جميع نقاط دورة حياة التقنية. في وقت مضى، رخصت فقط عندما كانت في مرحلة نضجها.
طورت الشركات الكبيرة التقنية من أجل منفعتها الشخصية وليس بهدف الترخيص. يظهر الميل إلى الترخيص خارج التقنية فقط عندما يكون هناك تهديد لحياة دورة التقنية (أرباح الأعمال) كما واضح في الترخيص في مرحلة (البحث والتطوير).

### الترخيصفي مرحلة البحث والتطوير
دائما هناك شركات صغيرة ومتوسطة تكون غير كافية لتمويل وتطوير استراتيجيات الابتكار (بحث وتطوير) في الأبحاث بعد بداية مراحل التقنية.
تشارك التقنية الأولي تحت ظروف معينة، كما يمكن تمويل مخاطر كبيرة من أطراف ثالثة. هذا نموذج من شبه الترخيص الذي يأخذ أشكال مختلفة. حتى الشركات الكبيرة قد لا ترغب في تحمل جميع تكاليف التطور في مجالات ومخاطر عالية وكبيرة، على سبيل المثال تطوير الطائرات. ويمكن البحث عن وسائل لنقله إلى المرحلة التي تثبت صحة المفهوم.
في حال الشركات الصغيرة والمتوسطة، أصحاب رؤوس الأموال (الملاك), بإمكانهم دخول الساحة والمساعدة على تجسيد التقنية. يقبل أصحاب رؤوس الأموال كلا من التكاليف والمغامرة من (بحث وتطوير)، وذلك من قبول السوق في مكافأة للعوائد العالية عندما تثبت التقنية نفسها.
بعيدا عن التمويل قد توفر الشبكات الإدارة ودعم السوق. ويعد رأس المال الاستثماري ضمان مالي إضافة إلى رأس المال البشري.
قد تختار الشركات الكبيرة أو التي تربط (بحث وتطوير) أو تعمل في مرحلة مبكرة من التنمية، تسمى هذه المركبات بالتحالفات الاستراتيجية- الشراكات الاستراتيجية.
مع كلا من تمويل رأس المال وتحالف إستراتيجية البحث، عندما تبدأ أرباح الأعمال بتحديد تكاليف التنمية(تقاطع دورة حياة التقنية المحور ٍS)، يبدأ ملاك التقنية بالخضوع للتغيير.
في حال الشركات الصغيرة، يساعد أصحاب رؤوس الأموال العملاء في دخول سوق الأسهم للحصول على أموال أكبر من أجل التنمية ونضج التقنية وترويج المنتج وتلبية تكاليف التسويق.
الطريق الرئيسي هو خلال الطرح العام الأولي (IPO)الذي يدعو لتمويل المخاطر من قبل الجمهور لتحقيق مكاسب عالية محتملة. في نفس الوقت، تمكن الاكتتابات أصحاب رؤوس الأموال محاولة استرداد النفقات المتكبدة بواسطة بيع جزء من الأسهم المخصصة لهم (لاحقة لإدراج قائمة الأسهم في سوق الأوراق المالية). عندما يتم الإكتتاب (IPO) بالكامل، يصبح المشروع بمساعدة شركة ويمكن الحصول على المزيد من القروض، إلخ. إذا لزم الأمر.
شركاء التحالف الاستراتيجي المتحالفين في مجال البحوث ومتابعة مجالات متفرقة للتنمية مع أصل شائع لبداية التقنية، لكن تجمع الإنجازات من خلال أدوات مثل «تبادل التراخيص». بشكل عام، تسمح الأحكام التعاقدية بين أعضاء الإتلاف والعضو لممارسة خيار مستقل بعد الاستشارة، في هذا الحال يحق للمالك كل التطور اللاحق.

## الترخيصفي مرحلة الصعود
تشير مرحلة الصعود (الارتقاء) للتقنية عادة إلى بعض النقاط فوق النقاط في مجسم دورة حياة التقنية لكن فعليا تبدأ عند جزء (بحث وتطوير) من منحنى دورة حياة التقنية (إلا أن التدفق سلبي والإشارة غير مجزية للنقطة أ). يعد الصعود أقوى مرحلة من دورة حياة التقنية لأن التقنية هنا بديلا ممتازا وبإمكانها قيادة أرباح أو مكاسب القسط.
تعتمد مدة الصعود والمنحدر على التقنيات المنافسة الداخلة بالمجال، على الرغم من أنها قد لا تنجح في تلك الفترة. تمتد مدة براءة إختراع التقنية لمدة أطول.
تبدأ دورة حياة التقنية بشد (المنطقة المشار إليها بـ م) حين يأتي تحدي وتكافؤ التقنية إلى مساحة تنافسية وقد بدأت بتناول حصتها السوقية.
حتى توصل هذه المرحلة، ملاك شركات التقنية يميلون إلى التمتع بأرباحها حصريا وتفضل عدم ترخيص ذلك. إذا الفرصة الخارجية لم تمثل نفسها، تفضل الشركة بإنشاء شركة تابعة تسيطر عليها بدلا من ترخيص طرف ثالث.

## الترخيصفي مرحلة النضج
مرحلة نضج التقنية هي فترة استقرار ومجزية للدخل لكن الجدوى التنافسية تستمر لفترة زمنية أكبر وتسمى بالحياة الحيوية. ومع ذلك، قد يكون هناك ميل لترخيص التقنية لأطراف ثالثه خلال هذه المرحلة إلى مخاطر أقل انخفاضا من لانخفاض في الربحية (أو القدرة التنافسية) وتوسيع الفرص المالية.
ممارسة هذا الخيار بشكل عام هو أدنى من يسعى إلى الاستغلال التشاركي. بعبارة أخرى، المشاركة في مشروع مشترك، عادة في المناطق التي تكون التقنية فيها بمرحلة الصعود، كما يقال في الدول النامية. بالإضافة إلى توفير الفرص المالية التي تسمح لملاك التقنية الحق في التحكم بمستخدميها. تدفقات المكاسب من تيارين الإستثمار القائم على دخل الملوك. علاوة على ذلك، الحياة الحيوية للتقنية تعزز مثل هذه الاستراتيجية.

## الترخيصفي مرحلةالتراجع
بعد التوصل إلى نقطة مثل النقطة د في الرسم البياني أعلاه، تبدأ أرباح التقنية بالانخفاض بسرعة. لإطالة دورة حياة التقنية قد يجرب ملاك التقنية الترخيص لبعض نقاط ل، عندما تكون لاتزال جذابة للشركات في الأسواق الأخرى. إذا هذا يتبع مسار إطالة. علاوة على ذلك، الانخفاض هو نتيجة للمنافسة المتزايدة للتقنية في هذا المجال، قد تنجذب التراخيص لتكاليف الانخفاض العام من التقنية القديمة (أكثر مما كان سائدا خلال الحياة الحيوية).
التراخيص التي تم الحصول عليها في هذه الفترة هي «تراخيص التوالي». وهي خالية من سيطرة مالك التقنية المباشرة (على سبيل المثال، التطبيق أو القول، في حال وجود مشروع مشترك).أيضا قد تكون هناك قيود قليلة تعطى الموظف المرخص له في التقنية.
الأداة المساعدة، قابلية الحياة، وبالتالي تعتمد تكلفة التراخيص على قدرة «توازن الحياة» للتقنية. مثلا، ينبغي أن ينتهي صلاحية (مفتاح براءة)هذه التقنية، أو سوف ينتهي خلال فترة قصيرة، الجدوى التي تبقت من التقنية قد تكون محدودة على الرغم من أن توازن الحياة قد يحكم بمعنى ومعايير أخرى وتكتسب التقنية عمراً أطول إذا كانت محمية بشكل صحيح.
من المهم أن نلاحظ، لا يمكن للترخيص معرفة مرور الدرجة بأي مرحلة، والتقنيات المنافسة على دورة حياةالتقنية. بطبيعة الحال، سيكون واضحا لترخيص الشركات المنافسة والمنشئ، معدلات النمو والتشبع أو انخفاض ربحية معاملاتها.
على أية حال، قد يكون الترخيص مقاربا لمرحلة التفاوض مع المرخص والمنافسين لتحديد تكاليف وشروط الترخيص. التكاليف المنخفضة أو الشروط السهلة تدل على أن التقنية في التدهور.
في أي حال، الحصول على التقنية بمرحلة الانخفاض مخاطرة كبيرة يقبلها الترخيص. (انخفضت المخاطر بمشاركة المشروع بشكل كبير بواسطة تقاسم المرخص لها. بعض الأحيان، الضمانات المالية من المرخص قد تعمل على تقليل المخاطر ويمكن أن تكون قابلة للتفاوض).
هناك بعض الحالات عندما ترفض التقنية أن تصبح تقنية]]، فهي لاتزال تحتوي على خبرة أو معرفة مهمة ولا يمكن للشركة المرخصة أن تتعلم بدون مساعدة المنشئ. في الغالب هذا هو نموذج الخدمات الفنية وعقود الدعم التقنية المتعاقد معها. (التي غالبا ما تستعمل في تطوير عقود الدولة). وبدلاً من ذلك يمكن لوكالات الاستشارات أن تملا هذا الدور.

## دورة تطوير التكنولوجيا
دورة تطوير التكنولوجيا تصف عملية تقنية جديدة من خلال مراحل النضج التكنولوجي:
- بحث وتطوير
- انتشار
- النضج التجاري